# بهزادی (بهبهان)
بهزادی (بهبهان)، روستایی از توابع بخش مرکزی شهرستان بهبهان در استان خوزستان ایران است.

## جمعیت
این روستا در دهستان حومه قرار دارد و براساس سرشماری مرکز آمار ایران در سال ۱۳۸۵، جمعیت آن ۱۵۱ نفر (۲۷خانوار) بوده‌است.

## موقعیت مکانی
بهزادی (بهبهان). مختصات: ۳۰°۲۶′۰۷″شمالی ۵۰°۱۹′۳۴″شرقی / ۳۰٫۴۳۵۲۹°شمالی ۵۰٫۳۲۶۱°شرقی / 30.43529; 50.3261
بهزادی (بهبهان)، روستایی از توابع بخش مرکزی شهرستان بهبهان در استان خوزستان ایران است.
این روستا در دهستان حومه قرار دارد و براساس سرشماری مرکز آمار ایران در سال ۱۳۸۵، جمعیت آن ۱۵۱ نفر (۲۷خانوار) بوده است.